# Christopher Pike (Star Trek)
Pour l’article homonyme, voir Christopher Pike.
Christopher Pike est un personnage de l'univers de Star Trek. Il est le 2e capitaine du vaisseau USS Enterprise (NCC-1701), succédant au capitaine Robert April et précédant le capitaine James T. Kirk.
Dans la série originale, le rôle du capitaine Christopher Pike a été joué par deux acteurs américains : Jeffrey Hunter dans l'épisode pilote non diffusé La Cage et Sean Kenney dans La Ménagerie (The Menagerie). Le rôle est repris par Bruce Greenwood dans les onzième et douzième films Star Trek et Star Trek Into Darkness, puis par Anson Mount dans les séries Star Trek: Discovery et Star Trek: Strange New Worlds.

## Biographie fictive
Originaire de Mojave en Californie, il serait né au début du XXIIIe siècle.
Dans les années 2240, il est assigné à l'USS Enterprise (NCC-1701) comme premier officier du capitaine Robert April.
Il succède à Robert April comme capitaine de l'USS Enterprise en 2251. Il y reste durant plus d'une décennie.

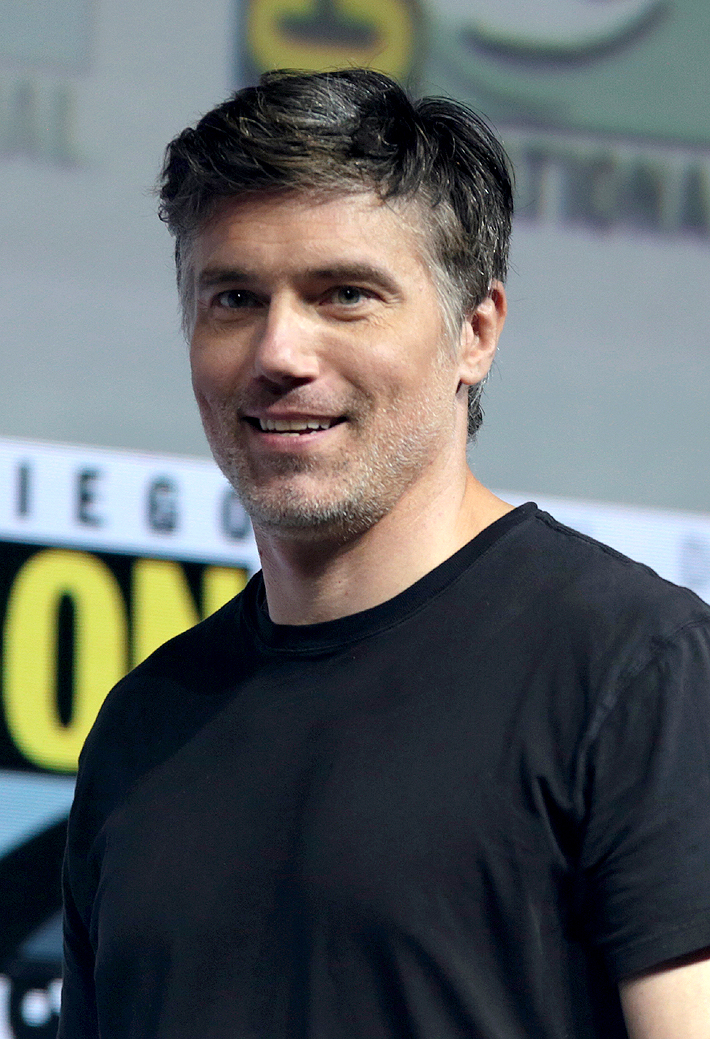
Anson Mount incarne Pike dans les séries Discovery et Strange New Worlds.

En mission sur la planète Talos IV, il y découvre le peuple des Talosiens qui désirent capturer un humain mâle qui pourra compléter leur collection d'espèces de l'univers. Les Talosiens possèdent de puissants dons de télépathie qui leur permettent notamment de projeter dans des esprits les images qu'ils souhaitent. Le capitaine Pike est fait prisonnier mais il réussit à s'échapper avec Vina, une jeune femme captive. Celle-ci décide de rester sur Talos IV car grâce aux pouvoirs des maîtres de la planète, personne ne voit qu'elle est défigurée.
Dans la base de données de Starfleet, Pike est mentionné comme l'un des officiers de Starfleet les plus décorés.
Au début de la guerre entre la Fédération et les Klingons en 2256, l'Enterprise était engagé dans une mission d'exploration de cinq ans et reçut l'ordre de rester en mission par Starfleet, tenu hors combat en réserve de dernier recours. Manquer la guerre a eu des conséquences néfastes sur Pike et le reste de son équipage.
En difficulté avec l'USS Enterprise, Pike envoie un message de détresse au Discovery.
En 2257-2258, Pike assume le commandement temporaire de l'USS Discovery pendant que l'Enterprise est en réparation. Il enquête sur les mystérieux signaux rouges — des anomalies temporelles apparaissant dans l'espace — en rapport avec la disparition de Spock. À sa recherche, ils passent sur Talos IV accompagnés par Vina auprès des Talosiens et du Gardien. Grâce aux pouvoirs des Talosiens, Burnham peut voir ce qu'a vu Spock : l'Ange Rouge, que Spock identifie sans aucun doute comme un humain et un voyageur temporel, lui a montré le futur de cette ligne temporelle, dans laquelle une race inconnue détruit toute vie intelligente dans la Voie Lactée. Burnham et Spock sont remontés à bord du Discovery et expliquent toute la situation à Pike, lequel décide de désobéir aux ordres de la Fédération, avec le soutien de son équipage.
Un nouveau signal rouge est émis depuis Boreth, l'endroit le plus sacré de tout l'Empire Klingon. Pike se porte volontaire pour y dérober un cristal temporel. Il se rend au monastère où il est prévenu qu'il risque de voir son avenir et de sombrer dans la folie. Pike est confronté à l'avenir qui l'attend s'il choisi de prendre le cristal, mais le capitaine décide de poursuivre malgré les risques. À la suite de la bataille contre la flotte de la Section 31 sous les ordres du logiciel "Contrôle", Burnham utilise sa combinaison pour voyager dans le passé et créer les cinq signaux rouges qui les ont menés à ce point. Elle en définit ensuite un sixième pour que le Discovery la suive dans l'avenir et elle enverra un septième signal quand ils seront arrivés. Quelque temps après, l'équipage entier de l'Enterprise de nouveau opérationnel déclare à Starfleet que le Discovery a été détruit dans la bataille et il lui est ordonné de ne plus jamais parler de son équipage ou de ses avancées technologiques (sur recommandation de Spock, qui suggère aussi l'effacement de toutes les données afin d'éviter un autre incident comme le Contrôle). Quelques mois plus tard, l'Enterprise détecte le septième signal, mais Pike, Numéro un et Spock l'ignorent et dirigent le vaisseau sur une nouvelle route.
En 2259, à la suite de son passage dans le monastère Klingon, Pike a des visions de son futur où il subit les conséquences d'un grave accident et dévoile à l'amiral April ses doutes à reprendre un commandement de vaisseau. Il reprend néanmoins une mission d'exploration de cinq ans avec l'USS Enterprise avec Una Chin-Riley comme Numéro un et Spock comme conseiller scientifique.
En 2265, quand James T. Kirk reprend le commandement de l'USS Enterprise, il accède au rang d'amiral. Cependant, à la suite d'un grave accident, il sera gravement touché et mutilé.
En 2267, Christopher Pike est ramené par Spock sur Talos IV, en dépit des ordres de la Fédération, afin que les pouvoirs mentaux des Talosiens lui permettent d'avoir une fin de vie honorable. Les Talosiens invitent le capitaine Pike à passer le reste de sa vie parmi eux, "sans entrave de son corps naturel", ce qui était tout le but des actions de Spock. Les talosiens montrent alors au capitaine Kirk une image de Pike en parfaite santé et réuni avec Vina.

### Ligne temporelle alternative diteKelvin

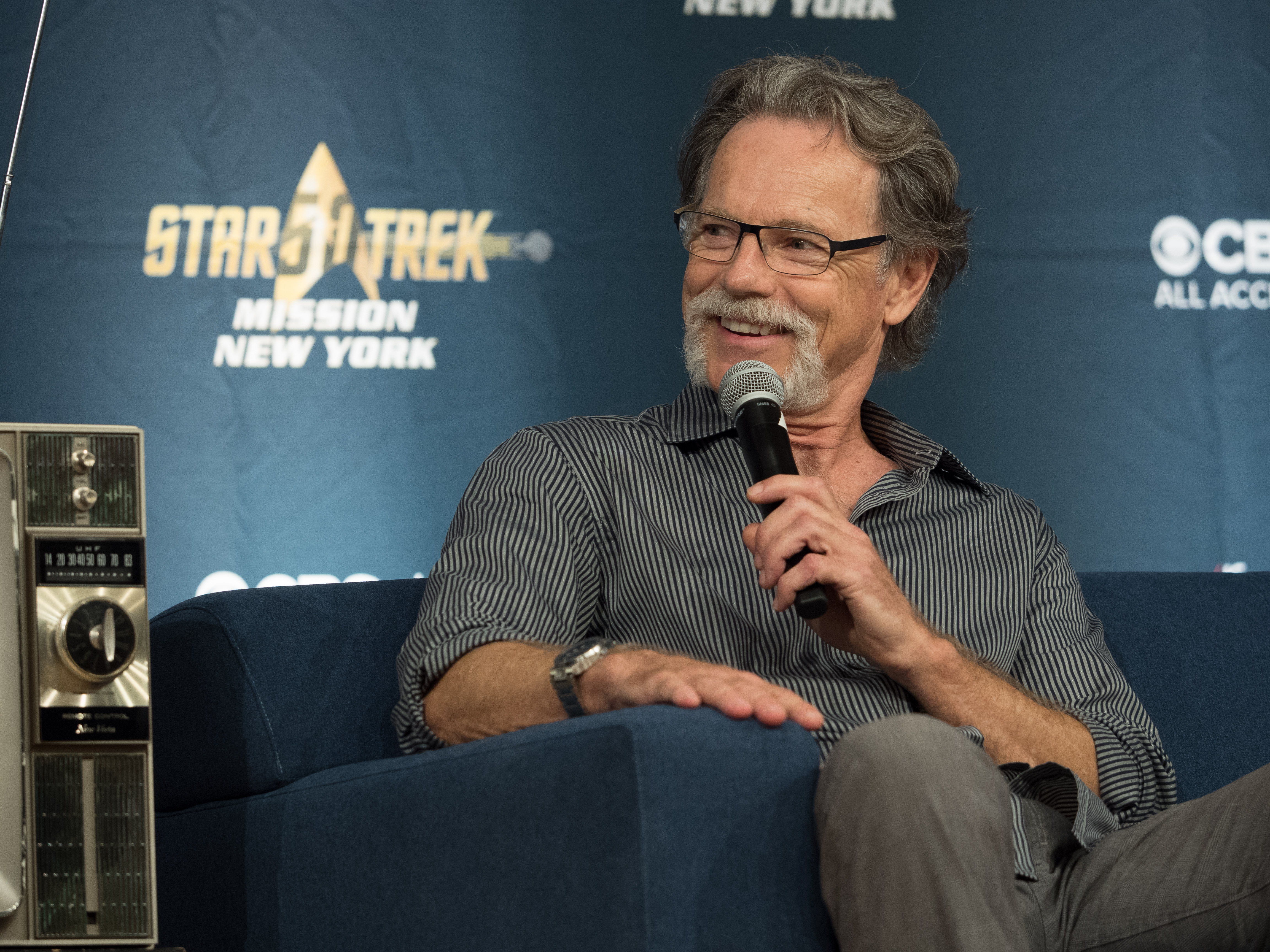
Bruce Greenwood interprète Pike dans les deux films de J. J. Abrams

Recruteur pour l'Académie de Starfleet, Christopher Pike rencontre le turbulent et rebelle James Tiberius Kirk dans l'Iowa. Kirk était en pleine bagarre dans un bar. Il parvient à convaincre le jeune Kirk de rejoindre Starfleet et de suivre ainsi les traces de son père, Georges Kirk, qui avait un brièvement commandé l'USS Kelvin avant de périr,.
En 2258, Christopher Pike est choisi pour commander le tout nouveau vaisseau de Starfleet, l'Enterprise. Lors de sa première mission, l'équipage doit répondre à un appel de détresse en provenance de planète Vulcain. Pike va cependant être confronté à un appareil romulien bien supérieur à l'Enterprise, le Nerada. Son commandant Nero force Pike à se rendre à bord du Nerada pour le rencontrer. Torturé par les Romuliens, Pike sera sauvé in extremis par Kirk et Spock. Après le succès de cette mission, Christopher Pike est promu vice-amiral par Starfleet. Il offre les commandes de l'USS Enterprise au fraichement nommé capitaine, James T. Kirk,.
Promu capitaine, Kirk est convoqué à San Francisco par le vice-amiral Pike. Le jeune capitaine est accusé par Spock d'avoir violé la Directive Première. Kirk est lourdement sanctionné par Starfleet, sous les ordres de l'amiral de la flotte Alexander Marcus, perd le commandement de l'Enterprise et doit retourner à l'Académie. Grâce à ses relations, le vice-amiral Pike parvient à le faire engager comme premier officier à bord de l’Enterprise. Plus tard, Pike est tué lors d'une attaque terroriste sur le QG de Starfleet.

## Interprètes

### Télévision
Dans La Cage , épisode pilote finalement rejeté par NBC, le personnage est incarné par Jeffrey Hunter. Cet épisode sera diffusé en privé en 1965 avant d'être édité en VHS quelques années plus tard.
Dans l'épisode La Ménagerie (1966) de la série télévisée Star Trek, des images de Jeffrey Hunter de l'épisode La Cage sont réutilisées. Alors que l'acteur a refusé de venir tourner de nouveaux plans, il est ici remplacé par Sean Kenney.
Dans le moyen-métrage Star Trek : Captain Pike de 2016, qui se passe avant l'épisode La Cage, il est interprété par Todd Shawn.
En 2019, Pike est introduit dès le premier épisode de la seconde saison de Star Trek: Discovery. Il y est incarné par Anson Mount. L'acteur reprend son rôle la même année dans trois épisodes de Star Trek: Short Treks. Il sera ensuite au cœur du spin-off de Discovery et préquelle directe de la série originale, Star Trek: Strange New Worlds, en 2022.

### Cinéma
Bruce Greenwood interprète le personnage dans les films Star Trek (2009) et Star Trek Into Darkness (2013), réalisés par J. J. Abrams.

## Autres apparitions du personnages

### Romans et nouvelles
Christopher Pike apparait dans plusieurs romans Star Trek :
- Entreprise, la première mission (1989), par Vonda N. McIntyre, Enterprise: The First Adventure (1986)
- Final Frontier (1988), par Diane Carey
- La Gloire de Vulcain (1993), par D.C. Fontana, Vulcan's Glory (1989)
- La Faille (1996), par Peter David, The Rift (1991)
- TOS - Where Sea Meets Sky (1998), par Jerry Oltion
- Sombre Victoire (2000), par William Shatner, Judith Reeves-Stevens et Garfield Reeves-Stevens, Dark Victory (2000)
- Burning Dreams (2006), par Margaret Wander Bonanno
- Child of Two Worlds (Greg Cox, 2015)
- Desperate Hours (David Mack, 2017)
- The Enterprise War (John Jackson Miller, 2019)

Il apparait dans la nouvelle de The Greater Good de Margaret Wander Bonanno dans le recueil Star Trek: Mirror Universe: Shards and Shadows (2009).

### Comics
- Star Trek Annual #2 – The Final Voyage (DC Comics, 1986)
- Star Trek: Early Voyages (Marvel Comics, 1997-1998)
- Star Trek Captain's Log: Pike (IDW Publishing, 2010)

### Star Trek: The New Voyages
Pike apparait dans un épisode de la série Star Trek: New Voyages (en), créée par des fans.

## Accueil et popularité
En 2012, IGN classe Christopher Pike, dans sa version de la série originale et du film de 2009, comme le 23e meilleur personnage de l'univers Star Trek.
En 2017, The Washington Post le range à la 6e place du classement des meilleurs capitaines dans Star Trek,.
En 2019, TV Guide décrit le capitaine Pike de Star Trek: Discovery comme l'un des personnages « préférés des fans ».
En 2019, après son apparition dans la seconde saison de la série Star Trek: Discovery, Screen Rant classe la version de Pike incarnée par Anson Mount comme le 2e meilleur capitaine de Star Trek : « Ce gars a vu son avenir comme un morceau de viande défiguré sur un fauteuil roulant, et pourtant il a continué à avancer. C'est ce qu'on appelle la bravoure. »
En raison notamment de la popularité de l'acteur Anson Mount dans Star Trek: Discovery, des fans ont lancé plusieurs pétitions, notamment sur le site Change.org, pour pousser CBS à faire une série dérivée (spin-off) sur les aventures de Pike. En novembre 2019, elle aurait récolté plus de 29 000 signatures. La série, nommée Star Trek: Strange New Worlds, sortira finalement en 2022.